# Alex Karp
Alexander Caedmon Karp (Nueva York, 2 de octubre de 1967) es un empresario multimillonario estadounidense y cofundador y director ejecutivo de la empresa de software Palantir Technologies. A septiembre de 2024, su patrimonio neto estimado es de 4200  millones de dólares estadounidenses.

## Primeros años de vida
Alexander Caedmon Karp nació el 2 de octubre de 1967 en la ciudad de Nueva York, hijo de Robert Karp, un pediatra clínico judío, y Leah Jaynes Karp, una artista afroamericana. Se crio en Filadelfia y se graduó de Central High School en 1985. Ha dicho que luchó contra la dislexia desde una edad temprana.
Karp obtuvo una licenciatura en el Haverford College (Haverford, Pensilvania) en 1989, un doctorado en derecho (JD) en la Universidad de Stanford en 1992 y un doctorado en teoría social neoclásica en la Universidad Goethe de Frankfurt en 2002. Inicialmente fue aconsejado por Jürgen Habermas, pero un desacuerdo con respecto al tema de su disertación lo llevó a cambiar de asesor. La tesis doctoral de Karp, supervisada por Karola Brede, se tituló "Aggression in der Lebenswelt: Die Erweiterung des Parsonsschen Konzepts der Aggression durch die Beschreibung des Zusammenhangs von Jargon, Aggression und Kultur" ("La agresión en la experiencia del mundo vivido: la extensión del concepto de agresión de Parsons al describir la conexión entre jerga, agresión y cultura").

## Carrera
Karp comenzó su carrera como investigador asociado en el Instituto Sigmund Freud en Frankfurt.
Karp ha dicho que invirtió en empresas emergentes y acciones después de recibir una herencia de su abuelo. Su éxito lo llevó a fundar la firma de gestión financiera Caedmon Group, con sede en Londres, para administrar el dinero de personas con un alto patrimonio neto que estaban interesadas en invertir con él.
En 2004, junto con Peter Thiel (que había sido compañero de clase en Stanford) y otros, cofundó Palantir Technologies, asumiendo como director ejecutivo (CEO). El New York Times clasificó a Karp como el director ejecutivo mejor pagado de una empresa que cotiza en bolsa en 2020, año en que la empresa salió a bolsa, con un salario de 1.100  millones de dólares.

## Otras actividades
- Axel Springer SE, miembro del Consejo de Administración (2018-2020).[15]
- BASF, Miembro del Consejo de Administración (hasta 2020).[16]

## Actuación pública
Karp es conocido por hacer declaraciones audaces y provocativas.
Es un crítico de los inversores de bolsa que "venden en corto" y dijo que le encanta «quemarlos», comparándolos con las personas adictas a la cocaína, completando la descripción diciendo que "ellos solo disfrutan derribando grandes empresas estadounidenses".
Se ha descrito a sí mismo como socialista, y progresista, y dijo que votó por Hillary Clinton en 2016. Adoptó puntos de vista socialistas cuando fue estudiante en Stanford. Ha condenado las formas de pensamiento «woke», calificándolas como el riesgo central para su empresa Palantir y para los Estados Unidos en su conjunto. Karp ha llamado a Palantir un «contraejemplo» para las empresas que él considera "woke".
Karp es el director ejecutivo de Palantir Technologies Inc., con sede en Denver, es una empresa de software especializada en análisis de datos para seguridad y vigilancia. En 2023, el 55% de los ingresos anuales de la empresa procedían de clientes gubernamentales y el 62% de clientes de Estados Unidos.
Palantir ha sido una empresa de orientación política desde sus inicios. Se fundó en 2003 con 2 millones de dólares en rondas de inversión de In-Q-Tel, la firma de capital de riesgo de la CIA. A lo largo de los años, Palantir ha defendido enérgicamente sus contratos con las agencias militares, de inmigración y policiales de Estados Unidos, comprometiéndose a «respaldarlos cuando sea conveniente y cuando no lo sea».
Palantir ha estado proporcionando sus herramientas impulsadas por IA al ejército y otras fuerzas armadas de Israel al menos desde 2017, incluido su sistema de vigilancia predictiva. A partir de los ataques de Hamás del 7 de octubre de 2023 contra Israel, Palantir informó de que «ha visto una gran demanda de nuevas herramientas por parte de Israel» y ha estado proporcionando a Israel más productos que antes.
En enero de 2024, la empresa celebró su reunión de la junta directiva en Israel y firmó una «asociación estratégica» con el Ministerio de Defensa de Israel para ayudar al «esfuerzo bélico». El director ejecutivo de Palantir, Alex Karp, ha declarado que está «orgulloso» de apoyar a Israel en todas las «formas posibles». Karp dijo más tarde que sus «opiniones francas a favor de Israel» han hecho que empleados abandonen la empresa.
En octubre de 2024 el fondo de activos Noruego Storebrand aprobó su retirada de Palantir a causa del uso de sus tecnologías por parte de las fuerzas israelíes en su Guerra en Gaza Los trabajadores y usuarios del sistema de sanidad pública británico NHS han solicitado que se cancelen los contratos con Palantir. Otras instituciones han aprobado resoluciones contra las inversiones en Palantir por el mismo motivo.

## Ideología

### Opiniones sobre el gobierno de los Estados Unidos
Karp ha dicho que las empresas de tecnología como Palantir tienen la obligación de apoyar al ejército estadounidense. Piensa que él y Palantir son «activos en la defensa de los valores de Occidente» y «Occidente es una forma superior de vivir». Ha defendido el contrato de Palantir con el Servicio de Inmigración y Control de Aduanas de Estados Unidos (ICE) durante la controversia sobre separaciones familiares de inmigrantes (el Estado expulsa a padres inmigrantes, pero retiene a sus hijos en Estados Unidos), diciendo que si bien las separaciones son «un tema moral realmente difícil, complejo y discordante», él favorece «una política de inmigración justa pero rigurosa». Sostiene que el gobierno de Estados Unidos debería tener una mano firme en regulando la tecnología, y que los países occidentales deberían dominar la investigación en inteligencia artificial.

### Perspectivas de la guerra en Gaza
Karp ha hecho una serie de comentarios sobre la guerra en Gaza, apoyando firmemente a Israel. Condenó enérgicamente las protestas pro-palestinas de 2024 en los campus universitarios de Estados Unidos, calificando sus puntos de vista de «religión pagana» y «una infección dentro de nuestra sociedad». Sostuvo también que «los activistas por la paz son activistas de guerra», y que los manifestantes deberían ser enviados a Corea del Norte. En diciembre de 2023, Palantir anunció que reservaría 180 puestos para graduados universitarios judíos, para compensar lo que considera una corriente antisemita en los campus universitarios estadounidenses. Sus opiniones coinciden con el hecho que Palantir ha llegado a cuantiosos contratos con el ejército de Israel en su guerra. Años antes, Karp había admitido en declaraciones: «Nuestro producto se utiliza en ocasiones para matar a personas», cuya moralidad incluso él mismo cuestiona a veces. «Me he preguntado: "Si fuera más joven y estuviera en la universidad, ¿estaría protestando yo mismo?"».

## Vida personal
Karp vive en el condado de Grafton, New Hampshire. Se le describe como un fanático del bienestar que practica natación, esquí de fondo y artes marciales. Ha declarado que practica tai chi.